# لي (ماساتشوستس)
لي (بالإنجليزية: Lee, Massachusetts)‏ هي بلدة أمريكية تقع في الولايات المتحدة في مقاطعة بيركشاير (ماساتشوستس). يقدر عدد سكانها بـ 5,943 نسمة ومساحتها 70.0 كم2 و وترتفع عن سطح البحر 305 متر.

## المناخ
يظهر الجدول التالي التغييرات المناخية على مدار السنة للي:
| البيانات المناخية لـلي            | البيانات المناخية لـلي | البيانات المناخية لـلي | البيانات المناخية لـلي | البيانات المناخية لـلي | البيانات المناخية لـلي | البيانات المناخية لـلي | البيانات المناخية لـلي | البيانات المناخية لـلي | البيانات المناخية لـلي | البيانات المناخية لـلي | البيانات المناخية لـلي | البيانات المناخية لـلي | البيانات المناخية لـلي |
| الشهر                             | يناير                  | فبراير                 | مارس                   | أبريل                  | مايو                   | يونيو                  | يوليو                  | أغسطس                  | سبتمبر                 | أكتوبر                 | نوفمبر                 | ديسمبر                 | المعدل السنوي          |
| --------------------------------- | ---------------------- | ---------------------- | ---------------------- | ---------------------- | ---------------------- | ---------------------- | ---------------------- | ---------------------- | ---------------------- | ---------------------- | ---------------------- | ---------------------- | ---------------------- |
| متوسط درجة الحرارة الكبرى °ف (°م) | 29 (−2)                | 32 (0)                 | 41 (5)                 | 54 (12)                | 65 (18)                | 73 (23)                | 78 (26)                | 76 (24)                | 68 (20)                | 56 (13)                | 45 (7)                 | 34 (1)                 | 54 (12)                |
| متوسط درجة الحرارة الصغرى °ف (°م) | 13 (−11)               | 15 (−9)                | 22 (−6)                | 34 (1)                 | 45 (7)                 | 54 (12)                | 59 (15)                | 57 (14)                | 50 (10)                | 38 (3)                 | 30 (−1)                | 20 (−7)                | 36 (2)                 |
| الهطول إنش (مم)                   | 3.91 (99)              | 3.74 (95)              | 4.31 (109)             | 4.36 (111)             | 4.50 (114)             | 4.90 (124)             | 4.75 (121)             | 4.53 (115)             | 4.36 (111)             | 5.03 (128)             | 4.50 (114)             | 4.36 (111)             | 53.25 (1٬352)          |
| المصدر: The Weather Channel       |                        |                        |                        |                        |                        |                        |                        |                        |                        |                        |                        |                        |                        |

## معرض صور

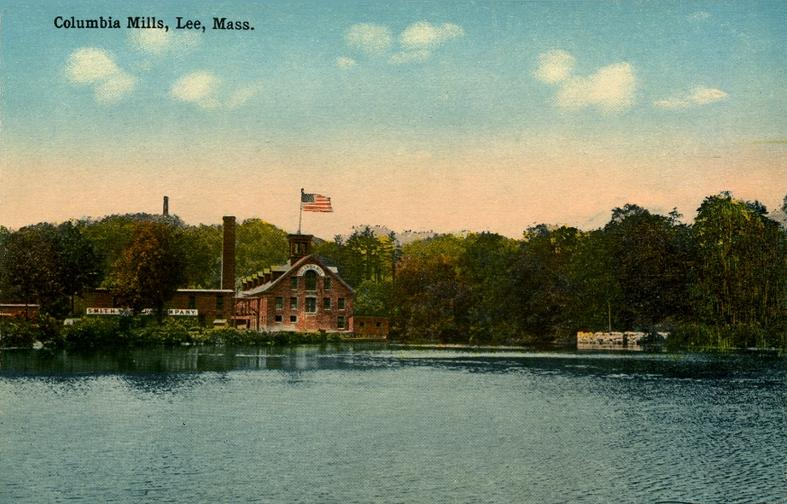
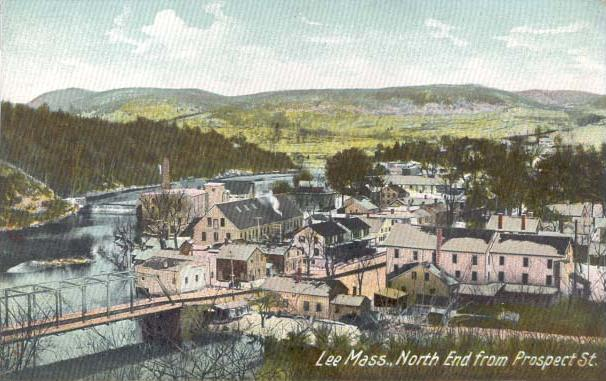
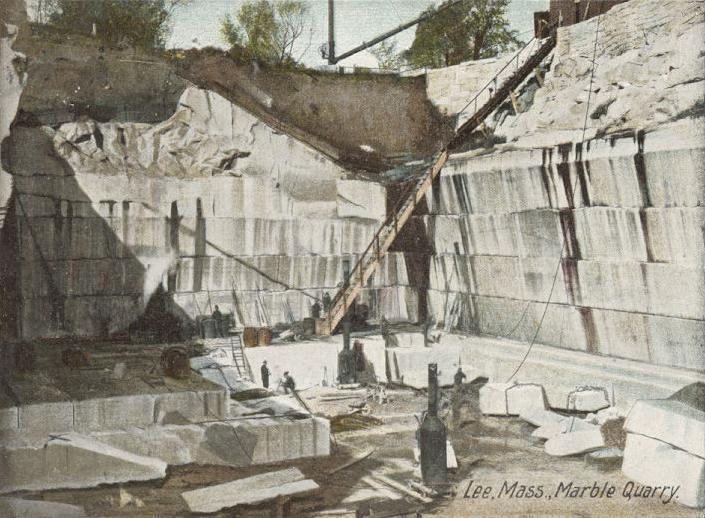

## أعلام
- إيرل تورنر
- توماس س. دورانت
- ناثان بي. برادلي
- هنري بيلينجز براون
- فرانك دير